# Effectif des équipes au Championnat d'Europe de football 1984
Cette page contient la liste de toutes les équipes et de leurs joueurs ayant participé au championnat d'Europe de football 1984. Les âges et le nombre de sélections des footballeurs sont ceux au début de la compétition.

## Effectifs des participants

### Allemagne de l'Ouest
Sélectionneur : Jupp Derwall
| No. | Pos.      | Joueur                | Date de naissance et âge | Sélec. | Club                     |
| --- | --------- | --------------------- | ------------------------ | ------ | ------------------------ |
| 1   | Gardien   | Harald Schumacher     | 6 mars 1954              |        | 1. FC Cologne            |
| 2   | Défenseur | Hans-Peter Briegel    | 11 octobre 1955          |        | 1. FC Kaiserslautern     |
| 3   | Défenseur | Gerhard Strack        | 1er septembre 1955       |        | 1. FC Cologne            |
| 4   | Défenseur | Karl-Heinz Förster    | 25 juillet 1958          |        | VfB Stuttgart            |
| 5   | Défenseur | Bernd Förster         | 3 mai 1956               |        | VfB Stuttgart            |
| 6   | Milieu    | Wolfgang Rolff        | 26 décembre 1959         |        | Hambourg SV              |
| 7   | Défenseur | Andreas Brehme        | 9 novembre 1960          |        | 1. FC Kaiserslautern     |
| 8   | Attaquant | Klaus Allofs          | 5 décembre 1956          |        | 1. FC Cologne            |
| 9   | Attaquant | Rudi Völler           | 13 avril 1960            |        | Werder Brême             |
| 10  | Milieu    | Norbert Meier         | 20 septembre 1958        |        | Werder Brême             |
| 11  | Attaquant | Karl-Heinz Rummenigge | 25 septembre 1955        |        | Bayern de Munich         |
| 12  | Gardien   | Dieter Burdenski      | 26 novembre 1950         |        | Werder Brême             |
| 13  | Milieu    | Lothar Matthäus       | 21 mars 1961             |        | Borussia Mönchengladbach |
| 14  | Milieu    | Ralf Falkenmayer      | 11 février 1963          |        | Eintracht Francfort      |
| 15  | Défenseur | Uli Stielike          | 15 novembre 1954         |        | Real de Madrid           |
| 16  | Milieu    | Hans-Günter Bruns     | 15 novembre 1954         |        | Borussia Mönchengladbach |
| 17  | Milieu    | Pierre Littbarski     | 16 avril 1960            |        | 1. FC Cologne            |
| 18  | Défenseur | Guido Buchwald        | 24 janvier 1961          |        | VfB Stuttgart            |
| 19  | Milieu    | Rudolf Bommer         | 19 août 1957             |        | Fortuna Düsseldorf       |
| 20  | Gardien   | Helmut Roleder        | 9 octobre 1953           |        | VfB Stuttgart            |

### Belgique
Sélectionneur : Guy Thys
| No. | Pos.      | Joueur                  | Date de naissance et âge | Sélec. | Club             |
| --- | --------- | ----------------------- | ------------------------ | ------ | ---------------- |
| 1   | Gardien   | Jean-Marie Pfaff        | 4 décembre 1953          |        | Bayern de Munich |
| 2   | Défenseur | Georges Grün            | 25 janvier 1962          |        | Anderlecht       |
| 3   | Défenseur | Paul Lambrichts         | 16 octobre 1954          |        | KSK Beveren      |
| 4   | Défenseur | Lei Clijsters           | 6 novembre 1956          |        | THOR Waterschei  |
| 5   | Défenseur | Michel De Wolf          | 19 janvier 1958          |        | KAA La Gantoise  |
| 6   | Milieu    | Franky Vercauteren      | 28 octobre 1956          |        | Anderlecht       |
| 7   | Milieu    | René Vandereycken       | 22 juillet 1953          |        | Anderlecht       |
| 8   | Attaquant | Nico Claesen            | 1er octobre 1962         |        | RFC Sérésien     |
| 9   | Attaquant | Erwin Vandenbergh       | 26 janvier 1959          |        | Anderlecht       |
| 10  | Milieu    | Ludo Coeck              | 26 septembre 1955        |        | Inter de Milan   |
| 11  | Attaquant | Jan Ceulemans           | 28 février 1957          |        | Club Bruges      |
| 12  | Gardien   | Jacky Munaron           | 8 septembre 1956         |        | Anderlecht       |
| 13  | Défenseur | Marc Baecke             | 24 juillet 1956          |        | KSK Beveren      |
| 14  | Milieu    | Walter De Greef         | 13 novembre 1957         |        | Anderlecht       |
| 15  | Défenseur | René Verheyen           | 20 mars 1952             |        | Club Bruges      |
| 16  | Milieu    | Enzo Scifo              | 19 février 1966          |        | Anderlecht       |
| 17  | Milieu    | Eddy Voordeckers        | 4 février 1960           |        | THOR Waterschei  |
| 18  | Attaquant | Alexandre Czerniatynski | 28 juillet 1960          |        | Anderlecht       |
| 19  | Milieu    | Raymond Mommens         | 27 décembre 1958         |        | KSC Lokeren      |
| 20  | Gardien   | Wim De Coninck          | 23 juillet 1959          |        | KSV Waregem      |

### Danemark
Sélectionneur : Sepp Piontek
| No. | Pos.      | Joueur              | Date de naissance et âge | Sélec. | Club                 |
| --- | --------- | ------------------- | ------------------------ | ------ | -------------------- |
| 1   | Gardien   | Ole Kjær            | 16 août 1954             | 26     | Esbjerg fB           |
| 2   | Défenseur | Ole Rasmussen       | 19 mars 1952             | 38     | Hertha Berlin        |
| 3   | Défenseur | Søren Busk          | 10 avril 1953            | 29     | KAA La Gantoise      |
| 4   | Défenseur | Morten Olsen        | 14 août 1949             | 62     | Anderlecht           |
| 5   | Défenseur | Ivan Nielsen        | 9 octobre 1956           | 16     | Feyenoord Rotterdam  |
| 6   | Milieu    | Søren Lerby         | 1er février 1958         | 37     | Bayern de Munich     |
| 7   | Milieu    | Jens Jørn Bertelsen | 15 février 1952          | 44     | RFC Sérésien         |
| 8   | Milieu    | Jesper Olsen        | 20 mars 1961             | 16     | Ajax Amsterdam       |
| 9   | Milieu    | Allan Simonsen      | 15 décembre 1952         | 46     | Vejle BK             |
| 10  | Attaquant | Preben Elkjær       | 11 septembre 1957        | 38     | KSC Lokeren          |
| 11  | Attaquant | Klaus Berggreen     | 3 février 1958           | 14     | Calcio Pise          |
| 12  | Milieu    | Jan Mølby           | 4 juillet 1963           | 8      | Ajax Amsterdam       |
| 13  | Milieu    | John Lauridsen      | 2 avril 1959             | 15     | Espanyol Barcelone   |
| 14  | Attaquant | Michael Laudrup     | 15 juin 1964             | 13     | Lazio de Rome        |
| 15  | Milieu    | Frank Arnesen       | 30 septembre 1956        | 31     | Anderlecht           |
| 16  | Gardien   | Troels Rasmussen    | 7 avril 1961             | 7      | AGF Århus            |
| 17  | Attaquant | Steen Thychosen     | 22 septembre 1958        | 1      | Vejle BK             |
| 18  | Défenseur | John Sivebæk        | 25 octobre 1961          | 20     | Vejle BK             |
| 19  | Attaquant | Kenneth Brylle      | 22 mai 1959              | 8      | Anderlecht           |
| 20  | Gardien   | Ole Qvist           | 25 février 1950          | 25     | Kjøbenhavns Boldklub |

### Espagne
Sélectionneur : Miguel Muñoz
| No. | Pos.      | Joueur                  | Date de naissance et âge | Sélec. | Club            |
| --- | --------- | ----------------------- | ------------------------ | ------ | --------------- |
| 1   | Gardien   | Luis Arconada           | 26 juin 1954             | 57     | Real Sociedad   |
| 2   | Défenseur | Santiago Urquiaga       | 18 avril 1958            | 9      | Athletic Bilbao |
| 3   | Défenseur | José Antonio Camacho    | 8 juin 1955              | 48     | Real de Madrid  |
| 4   | Défenseur | Antonio Maceda          | 16 mai 1957              | 18     | Sporting Gijón  |
| 5   | Défenseur | Andoni Goikoetxea       | 23 mai 1956              | 12     | Athletic Bilbao |
| 6   | Défenseur | Rafael Gordillo         | 24 février 1957          | 49     | Betis Séville   |
| 7   | Milieu    | Juan Antonio Señor      | 26 août 1958             | 15     | Real Saragosse  |
| 8   | Milieu    | Víctor Muñoz            | 15 mars 1957             | 20     | FC Barcelone    |
| 9   | Attaquant | Carlos Santillana       | 23 août 1952             | 48     | Real de Madrid  |
| 10  | Milieu    | Ricardo Gallego         | 8 février 1959           | 12     | Real de Madrid  |
| 11  | Attaquant | Francisco José Carrasco | 6 mars 1959              | 21     | FC Barcelone    |
| 12  | Défenseur | Salvador García         | 4 mars 1961              | 3      | Real Saragosse  |
| 13  | Gardien   | Francisco Buyo          | 13 janvier 1958          | 2      | Séville FC      |
| 14  | Défenseur | Julio Alberto Moreno    | 7 octobre 1958           | 5      | FC Barcelone    |
| 15  | Milieu    | Roberto Fernández       | 5 juillet 1962           | 2      | Valence CF      |
| 16  | Milieu    | Francisco López         | 1er novembre 1962        | 5      | Séville FC      |
| 17  | Attaquant | Marcos Alonso           | 1er octobre 1959         | 19     | FC Barcelone    |
| 18  | Attaquant | Emilio Butragueño       | 22 juillet 1963          | 0      | Real de Madrid  |
| 19  | Attaquant | Manuel Sarabia          | 9 janvier 1957           | 8      | Athletic Bilbao |
| 20  | Gardien   | Andoni Zubizarreta      | 23 octobre 1961          | 0      | Athletic Bilbao |

### France
Sélectionneur : Michel Hidalgo
| No. | Pos.      | Joueur                 | Date de naissance et âge | Sélec. | Club                  |
| --- | --------- | ---------------------- | ------------------------ | ------ | --------------------- |
| 1   | Gardien   | Joël Bats              | 4 janvier 1957           |        | AJ Auxerre            |
| 2   | Défenseur | Manuel Amoros          | 1er février 1962         |        | AS Monaco             |
| 3   | Défenseur | Jean-François Domergue | 23 juin 1957             |        | Toulouse FC           |
| 4   | Défenseur | Maxime Bossis          | 26 juin 1955             |        | FC Nantes             |
| 5   | Défenseur | Patrick Battiston      | 12 mars 1957             |        | Girondins de Bordeaux |
| 6   | Milieu    | Luis Fernández         | 2 octobre 1959           |        | Paris Saint-Germain   |
| 7   | Milieu    | Jean-Marc Ferreri      | 26 décembre 1962         |        | AJ Auxerre            |
| 8   | Attaquant | Daniel Bravo           | 9 février 1963           |        | AS Monaco             |
| 9   | Milieu    | Bernard Genghini       | 18 janvier 1958          |        | AS Monaco             |
| 10  | Milieu    | Michel Platini         | 21 juin 1955             |        | Juventus              |
| 11  | Attaquant | Bruno Bellone          | 14 mars 1962             |        | AS Monaco             |
| 12  | Milieu    | Alain Giresse          | 2 août 1952              |        | Girondins de Bordeaux |
| 13  | Attaquant | Didier Six             | 21 août 1954             |        | FC Mulhouse           |
| 14  | Milieu    | Jean Tigana            | 23 juin 1955             |        | Girondins de Bordeaux |
| 15  | Défenseur | Yvon Le Roux           | 19 avril 1960            |        | AS Monaco             |
| 16  | Attaquant | Dominique Rocheteau    | 14 janvier 1955          |        | Paris Saint-Germain   |
| 17  | Attaquant | Bernard Lacombe        | 15 août 1952             |        | Girondins de Bordeaux |
| 18  | Défenseur | Thierry Tusseau        | 19 janvier 1958          |        | Girondins de Bordeaux |
| 19  | Gardien   | Philippe Bergeroo      | 13 janvier 1954          |        | Toulouse FC           |
| 20  | Gardien   | Albert Rust            | 10 octobre 1953          |        | FC Sochaux            |

### Portugal
Sélectionneur : Fernando Cabrita
| No. | Pos.      | Joueur               | Date de naissance et âge | Sélec. | Club              |
| --- | --------- | -------------------- | ------------------------ | ------ | ----------------- |
| 1   | Gardien   | Manuel Bento         | 25 juin 1948             |        | Benfica Lisbonne  |
| 2   | Attaquant | Nené                 | 20 novembre 1949         |        | Benfica Lisbonne  |
| 3   | Attaquant | Rui Jordão           | 9 août 1952              |        | Sporting Lisbonne |
| 4   | Milieu    | Fernando Chalana     | 10 février 1959          |        | Benfica Lisbonne  |
| 5   | Milieu    | Vermelhinho          | 9 mars 1959              |        | FC Porto          |
| 6   | Attaquant | Fernando Gomes       | 22 novembre 1956         |        | FC Porto          |
| 7   | Milieu    | Carlos Manuel        | 15 janvier 1958          |        | Benfica Lisbonne  |
| 8   | Défenseur | António Veloso       | 31 janvier 1957          |        | Benfica Lisbonne  |
| 9   | Défenseur | João Pinto           | 21 novembre 1961         |        | FC Porto          |
| 10  | Défenseur | António Lima Pereira | 1er février 1952         |        | FC Porto          |
| 11  | Défenseur | Eurico Gomes         | 29 septembre 1955        |        | FC Porto          |
| 12  | Gardien   | Jorge Martins        | 12 août 1954             |        | Vitória Setúbal   |
| 13  | Milieu    | António Sousa        | 28 avril 1957            |        | FC Porto          |
| 14  | Milieu    | António Frasco       | 16 janvier 1955          |        | FC Porto          |
| 15  | Milieu    | Jaime Pacheco        | 22 juillet 1958          |        | FC Porto          |
| 16  | Milieu    | António Bastos Lopes | 19 novembre 1953         |        | Benfica Lisbonne  |
| 17  | Défenseur | Álvaro               | 3 janvier 1961           |        | Benfica Lisbonne  |
| 18  | Défenseur | Eduardo Luís         | 6 janvier 1955           |        | FC Porto          |
| 19  | Attaquant | Diamantino Miranda   | 3 août 1959              |        | Benfica Lisbonne  |
| 20  | Gardien   | Vítor Damas          | 8 octobre 1947           |        | Portimonense SC   |

### Roumanie
Sélectionneur : Mircea Lucescu
| No. | Pos.      | Joueur             | Date de naissance et âge | Sélec. | Club                     |
| --- | --------- | ------------------ | ------------------------ | ------ | ------------------------ |
| 1   | Gardien   | Silviu Lung        | 9 septembre 1956         |        | FC Universitatea Craiova |
| 2   | Défenseur | Mircea Rednic      | 19 avril 1962            |        | Dinamo Bucarest          |
| 3   | Défenseur | Costică Ştefănescu | 26 mars 1951             |        | FC Universitatea Craiova |
| 4   | Défenseur | Nicolae Ungureanu  | 11 novembre 1956         |        | FC Universitatea Craiova |
| 5   | Milieu    | Aurel Țicleanu     | 20 janvier 1959          |        | FC Universitatea Craiova |
| 6   | Défenseur | Gino Iorgulescu    | 15 mai 1956              |        | Sportul Studenţesc       |
| 7   | Attaquant | Marcel Coraş       | 14 mai 1959              |        | Sportul Studenţesc       |
| 8   | Défenseur | Michael Klein      | 10 octobre 1959          |        | FC Corvinul Hunedoara    |
| 9   | Attaquant | Rodion Cămătaru    | 22 juin 1958             |        | FC Universitatea Craiova |
| 10  | Milieu    | László Bölöni      | 11 mars 1953             |        | ASA Târgu Mureș          |
| 11  | Milieu    | Gheorghe Hagi      | 5 février 1965           |        | Sportul Studenţesc       |
| 12  | Gardien   | Dumitru Moraru     | 1er mai 1956             |        | Dinamo Bucarest          |
| 13  | Défenseur | Ioan Andone        | 15 mars 1960             |        | Dinamo Bucarest          |
| 14  | Milieu    | Mircea Irimescu    | 13 mai 1959              |        | FC Universitatea Craiova |
| 15  | Milieu    | Marin Dragnea      | 1er janvier 1956         |        | Dinamo Bucarest          |
| 16  | Défenseur | Nicolae Negrilă    | 23 juillet 1954          |        | FC Universitatea Craiova |
| 17  | Attaquant | Ion Adrian Zare    | 11 mai 1959              |        | FC Bihor Oradea          |
| 18  | Milieu    | Ionel Augustin     | 11 octobre 1955          |        | Dinamo Bucarest          |
| 19  | Attaquant | Romulus Gabor      | 14 octobre 1961          |        | FC Corvinul Hunedoara    |
| 20  | Gardien   | Vasile Iordache    | 9 octobre 1950           |        | Steaua Bucarest          |

### Yougoslavie
Sélectionneur : Todor Veselinović
| No. | Pos.      | Joueur             | Date de naissance et âge | Sélec. | Club                     |
| --- | --------- | ------------------ | ------------------------ | ------ | ------------------------ |
| 1   | Gardien   | Zoran Simović      | 2 novembre 1954          |        | Hajduk Split             |
| 2   | Défenseur | Nenad Stojković    | 26 mai 1957              |        | Partizan Belgrade        |
| 3   | Défenseur | Mirsad Baljić      | 4 mars 1962              |        | Željezničar Sarajevo     |
| 4   | Défenseur | Srečko Katanec     | 16 juillet 1963          |        | Olimpija Ljubljana       |
| 5   | Défenseur | Velimir Zajec      | 12 février 1956          |        | Dinamo Zagreb            |
| 6   | Défenseur | Ljubomir Radanović | 21 juillet 1960          |        | Partizan Belgrade        |
| 7   | Milieu    | Miloš Šestić       | 8 août 1958              |        | Étoile rouge de Belgrade |
| 8   | Milieu    | Ivan Gudelj        | 21 septembre 1960        |        | Hajduk Split             |
| 9   | Milieu    | Safet Sušić        | 13 avril 1955            |        | Paris Saint-Germain      |
| 10  | Milieu    | Mehmed Baždarević  | 20 septembre 1960        |        | Željezničar Sarajevo     |
| 11  | Attaquant | Zlatko Vujović     | 26 août 1958             |        | Hajduk Split             |
| 12  | Gardien   | Tomislav Ivković   | 11 août 1958             |        | Étoile rouge de Belgrade |
| 13  | Défenseur | Faruk Hadžibegić   | 7 octobre 1957           |        | FK Sarajevo              |
| 14  | Défenseur | Marko Elsner       | 11 avril 1960            |        | Étoile rouge de Belgrade |
| 15  | Défenseur | Branko Miljuš      | 17 août 1961             |        | Hajduk Split             |
| 16  | Milieu    | Dragan Stojković   | 3 mars 1965              |        | Radnički Niš             |
| 17  | Attaquant | Josip Čop          | 14 octobre 1954          |        | Hajduk Split             |
| 18  | Attaquant | Stjepan Deverić    | 20 août 1961             |        | Dinamo Zagreb            |
| 19  | Attaquant | Sulejman Halilović | 14 novembre 1955         |        | Dinamo Vinkovci          |
| 20  | Milieu    | Borislav Cvetković | 30 septembre 1962        |        | Dinamo Zagreb            |